# Plechý
Plechý (německy Plöckenstein) je 1378 m vysoká hora ležící v pohoří Šumava na česko-rakouské hranici. Je pátým nejvyšším vrcholem na Šumavě, nejvyšším vrcholem české i rakouské části Šumavy a zároveň i nejvyšším vrcholem Jihočeského kraje a hornorakouského Mühlviertelu. Zároveň je devátou nejizolovanější českou horou. Severní svahy Plechého náleží do katastrálního území Nová Pec a do povodí Labe v úmoří Severního moře, zatímco jižní svahy patří ke katastrálnímu území Schwarzenberg am Böhmerwald a do povodí Dunaje v úmoří Černého moře.

## Název
Dnešní pojmenování této hory vzniklo z německého názvu, který je z minulosti znám v různých podobách (1346 Plechensteyn, 1604 Plecknsstayn, 1710 Pleckhenstein) a znamená „lesklý kámen nebo skála“ (odvozeno od slovesa blecken = lesknout se, třpytit se). Motivem k tomuto názvu byla pravděpodobně třpytící se hladina jezera na severovýchodním svahu hory.

## Geologické poměry
Plechý má oblý vrchol na strukturním hřbetu z dvojslídné žuly moldanubického plutonu. Jeho svahy jsou vyvinuty asymetricky a je na nich množství tvarů glaciální a periglaciální modelace. Do severovýchodního svahu je zahlouben kar s ledovcovým jezerem, jehož příkré stěny se skalními výchozy a suťovými proudy dosahují téměř k samému vrcholu.
Severovýchodní svah Plechého tvoří skalní stěna ledovcového karu Plešného jezera. Jedná se o významný geomorfologický útvar, který je jednou z nejcennějších součástí zdejší přírodní rezervace. Stěna je velmi strmá a dosahuje výšky 211 m. V blízkosti „hráze“ (karového prahu) Plešného jezera se rozprostírá rozsáhlá moréna tvořená mohutnými, mrazovým zvětráváním rozpukanými balvany hrubozrnné plöckensteinské žuly.

## Klimatické podmínky
Na vrcholu jsou extrémní klimatické podmínky: teplota nedosahuje ani 3 °C v ročním průměru, roční srážkové úhrny se pohybují mezi 1400 až 1700 mm včetně sněhové pokrývky až 250 cm, která zde leží půl roku. Časté tu jsou větry, mlhy a námrazy.

## Vegetace
Vrchol Plechého leží těsně pod horní hranicí lesa a býval převážně zalesněný přirozenými horskými smrčinami s příměsí jeřábu ptačího nízkého vzrůstu a s chudým bylinným podrostem – plochy porostlé kapradinou papratkou samičí se střídají s hustým drnem třtiny chloupkaté a místy jsou oživené bikou lesní, dřípatkou horskou či plochami borůvčí. V roce 1996 došlo i zde podobně jako na jiných místech NP Šumava ke gradaci kůrovce. V roce 1999 byl se souhlasem Ministerstva životního prostředí vedeného tehdy Milošem Kužvartem zrušen bezzásahový režim v této první zóně a mohlo začít kácení stromů napadených kůrovcem. Na protest proti této asanaci zahájily v létě téhož roku ekologické organizace blokádu, která zásah proti kůrovci zastavila. Od roku 2000 se průběžně zasahuje proti kůrovci pouze v 200 až 250 m širokém pásu podél česko-rakouské hranice.
V sedle západně od vrcholu se nachází Rakouská louka – jedná se o typickou „holi“ – bezlesou plochu s porostem horské trávy smilky tuhé přecházející pásem rašeliníkových smrčin v mimořádně cenné horské vrchovištní rašeliniště (tzv. vrchoviště), jedno z nejvýše ležících v oblasti Šumavy. Rašeliniště zabírá asi 8,5 ha. Roste zde běžná rašeliništní vegetace včetně chráněných druhů, chybí však kleč a dřevitý kryt tak tvoří jen zakrslý smrk.
Na strmé skalní stěně ledovcového karu roste rovněž horská smrčina s jeřábem a javorem, místy travnatá společenstva (s vrbou velkolistou a hořcem panonským).
Severní svahy Plechého jsou součástí Trojmezenského pralesa – největšího a nejlépe dochovaného zbytku horského smrkového lesa ve střední Evropě – který se odtud rozprostírá na západ až k Třístoličníku. Původní lesy jsou zde tvořeny převážně horskými smrky s jeřábem, na sutích rostou kleče a kolem rašeliniště Rakouská louka i podmáčené smrčiny. V níže položených částech lesa se vyskytují také buky a jedle. Panují zde extrémní klimatické podmínky, proto stromy rostou tak pomalu, že ve sto letech mají výšku nanejvýš deset metrů. Oblast v okolí Plechého, Trojmezné a Třístoličníku si uchovala pralesovitý charakter především díky své nepřístupnosti. Ve svahu nad Plešným jezerem se nikdy nekácelo, také do ostatních částí dnešního pralesa chodili lidé pro dřevo jen výjimečně. Pomalu rostlé stromy s pevným dřevem se využívaly k výrobě lodních stožárů. Až na úzký pruh lesa na samotném hřebeni zde zřejmě nikdy nevznikla holina. Trojmezenský prales společně s Boubínským patří k hlavními pralesním komplexům na Šumavě, v nichž se v chráněných polohách stromy dožívají stáří přes 300 let. Stromy starší 400 let jsou i zde už vzácností a nalézt strom starší 500 let je skutečnou raritou. Koncentrace prastarých stromů v karu Plešného jezera je však naprosto unikátní, a to i v širším středoevropském kontextu. Během výzkumu starých stromů prováděným Mendelovou univerzitou zde bylo zaznamenáno celkem sedm vzorníků, jejichž celkový věk přesahoval 500 let. Především byl nalezen více než šestisetletý Smrk nad Plešným jezerem, další dva stromy měly 570 a 540 letokruhů. K nejstarším stromům patří i Švejdův smrk s 559 letokruhy, jehož pařez se nachází u turistické stezky vedoucí od Plešného jezera k vrcholu Plechého. K obyvatelům této oblasti patří mnoho vzácných druhů zvířat, například rys ostrovid, sokol stěhovavý, puštík bělavý, sýc rousný, datlík tříprstý, kulíšek nejmenší a tetřev hlušec.
Na jižním svahu až ke státní hranici vlastník rakouského lesa, Klášter Schlägl, nechal po pustošivém orkánu Kyrill v roce 2007 pomocí těžkých strojů odklidit veškeré stromy – popadané i stojící. Z obrovské holiny, která tak vznikla, se deštěm vyplavuje půda. Plochu se zatím i přes opakované pokusy nepodařilo zalesnit. Uměle vysazené stromky bez ochrany souší hynou.

## Přístup
Plechý je v současnosti přístupný z několika směrů. Červenou hřebenovou stezkou č. 0148 – tzv. Šumavskou pěší magistrálou je spojený s dalšími vrcholy přes 1300 m n. m. – směrem k západu s Trojmeznou a Třístoličníkem a na východě se Smrčinou. Další možností je výstup z Nové Pece po zelené značce k Plešnému jezeru a odtud tzv. „zážitkovou trasou“ (vede mezi stojícími odumřelými stromy se vstupem na vlastní nebezpečí) kolem Stifterova pomníku až na vrchol. Výstup na Plechý lze uskutečnit také z rakouské strany. Je zde přeshraniční propojení na turistické stezce Plechý - Plöckenstein.
Na začátku 80. let 19. století, kdy docházelo k prvnímu rozvoji turistiky na Šumavě, vedly na vrchol Plechého neschůdná pěšina z Trojmezí a rovněž neschůdná a sotva znatelná pěšina od Stifterova památníku, který byl vybudován v letech 1876–1877. Přístupnost vrcholu se však postupně zlepšovala. V roce 1883 byla z Trojmezí na Plechý zřízena nová stezka. V roce 1911 vybudovala schwarzenberská knížecí lesní správa k ubytování lesního personálu a účastníků lovů na břehu Plešného jezera Lucemburskou chatu. Po několika letech ji převzal KČT a přestavěl pro své účely. V období první republiky vedla přes vrchol Plechého červeně značená turistická stezka z Nového Údolí do Nové Pece (přes Stifterův pomník a Plešné jezero).
Po roce 1948 byl přístup na Plechý z české strany zakázán. Pouze Plešné jezero bylo dočasně zpřístupněno v letech 1966–1970. Až v roce 1990 byly turistické stezky v nepřístupném hraničním pásmu obnoveny. Na Plechém tehdy byly vyznačeny červená hřebenová stezka z Nového Údolí do Zadní Zvonkové a žlutá stezka od Plešného jezera přes Stifterův památník na Plechý. V roce 2005 hrozilo uzavření žlutě značené výstupové trasy od Plešného jezera ke Stifterovu pomníku. Nakonec zůstala zachována v režimu „na vlastní nebezpečí“ a byla přeznačena třemi bílými pruhy. Žlutá turistická značená trasa byla od Plešného jezera vyznačena nově po trase, která stoupá od východní strany jezera na hraniční průsek a pokračuje přes Plechý k pomníku.

## Vyhlídky
- Vrchol tvoří skála s rozpadajícími se žulovými bloky, ze které je výhled na Alpy. Dvě výhledová místa se nacházejí severně od vrcholu – jedná se o Kučerovu vyhlídku a Stifterovu vyhlídku.
- 1,5 km od vrcholu po žluté stezce stojí 14,5 m vysoký Stifterův památník, který na počest spisovatele a básníka Adalberta Stiftera v obtížně přístupném srázu nad jezerem postavili v letech 1876–77 šumavští kameníci na místě, odkud rád vyhlížel do kraje.

## Pověsti
Na svazích Plechého, ve skalní stěně tyčící se nad Plešným jezerem, se prý nachází obrovský poklad obsahující zlato, stříbro, granáty velké jako lidská hlava a krásné postroje. Podle pověsti patřil pohanskému králi ze Saska, který sem uprchl před králem Karlem a nechal se ve skále pohřbít. Brána k pokladu je začarována a otevírá se jen v době pašijí. Kdo ale včas ze skály neodejde, může zde být uvězněn zaživa, což se prý stalo hospodáři ze Šestova domu v Želnavě.
Jiná pověst vypráví o zlovolném duchu bývalého rychtáře a kostelníka z Ktiše, který byl zaříkáváním zaklet na sto let do skal a lesů na svazích Plechého. Tento rychtář byl lakomý a kradl peníze určené na výstavbu ktišského kostela, proto nedošel po smrti klidu.

## Galerie

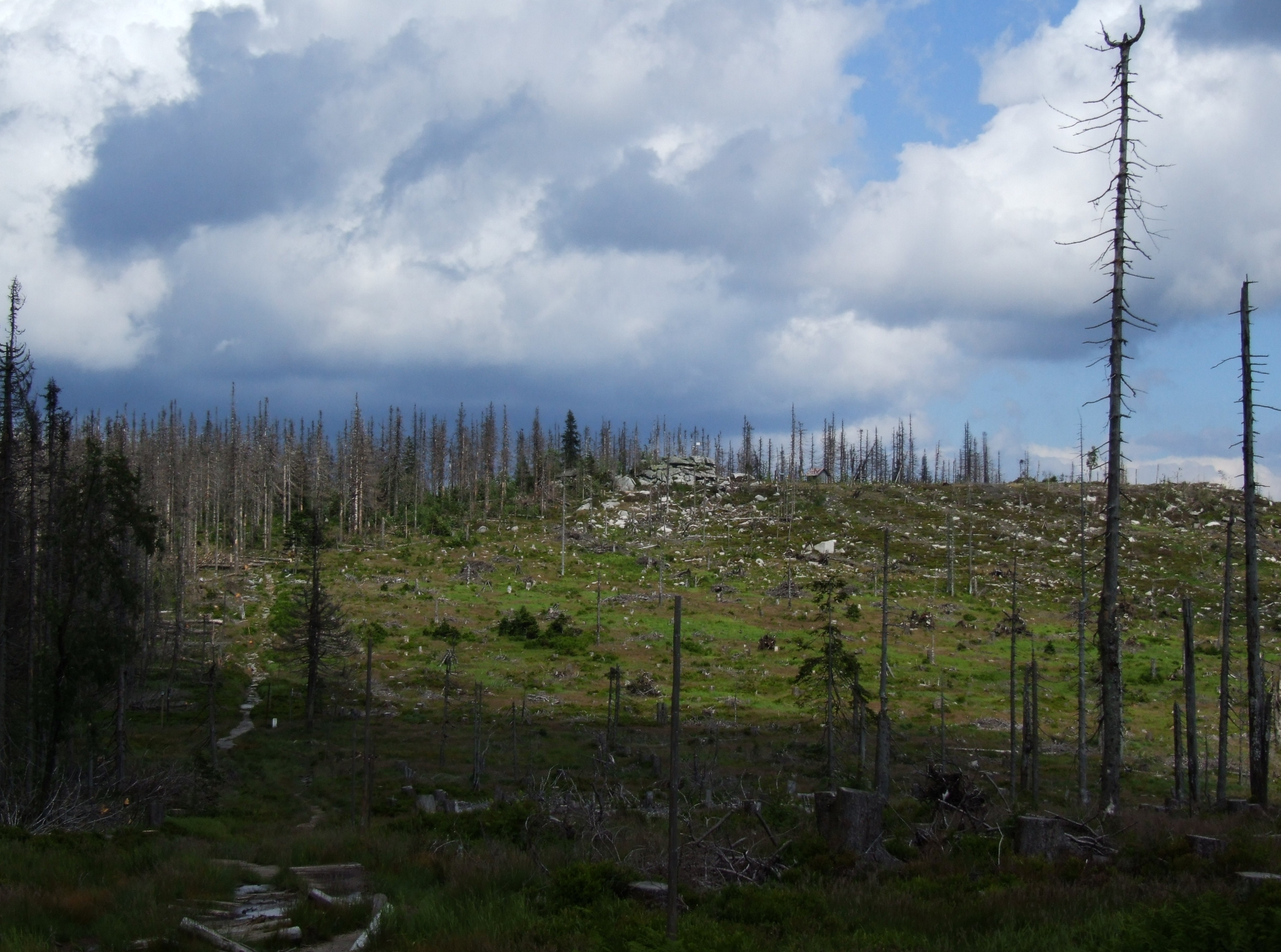
Plechý v červnu 2011
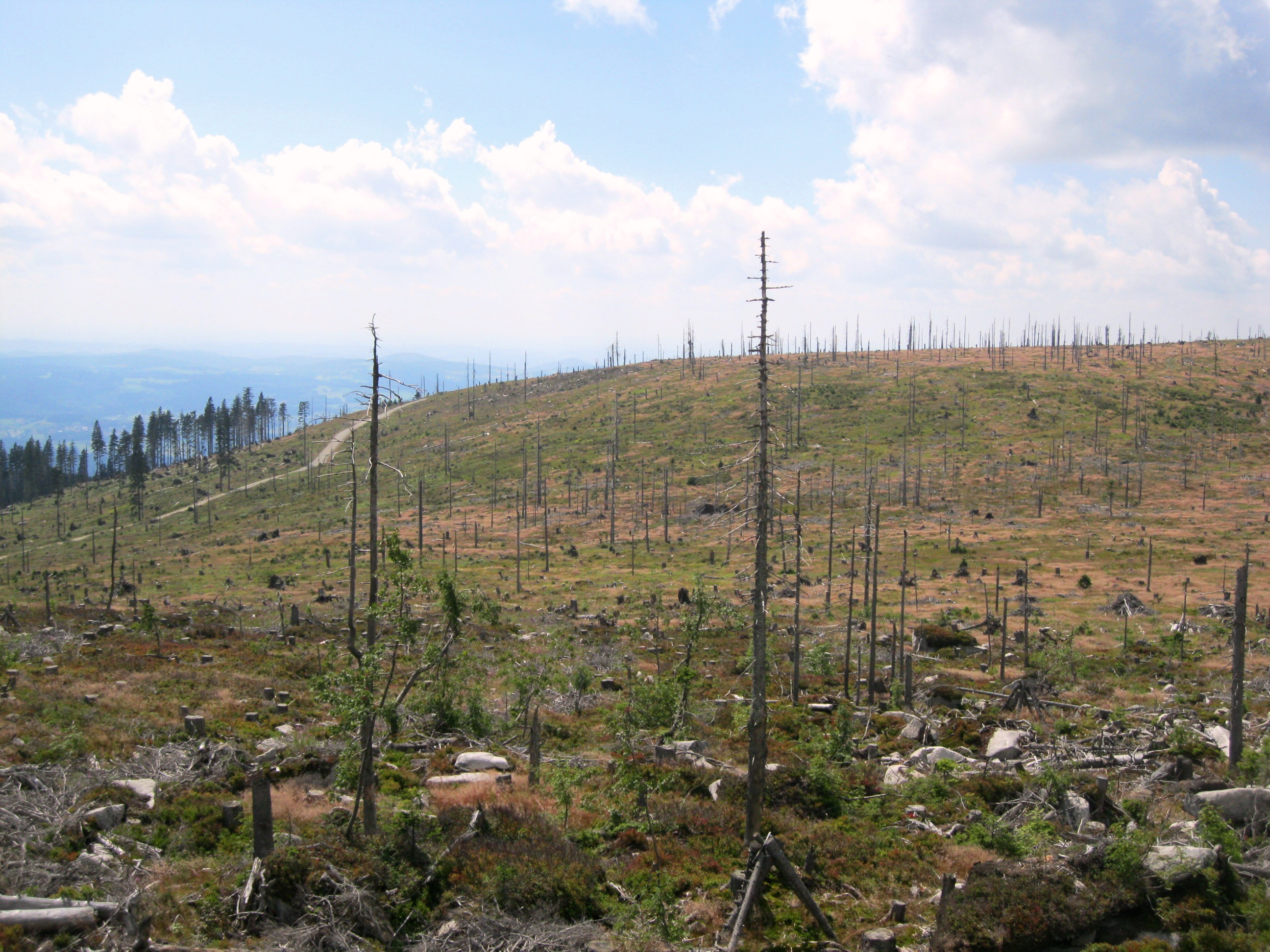
Odlesněná krajina poblíž vrcholu
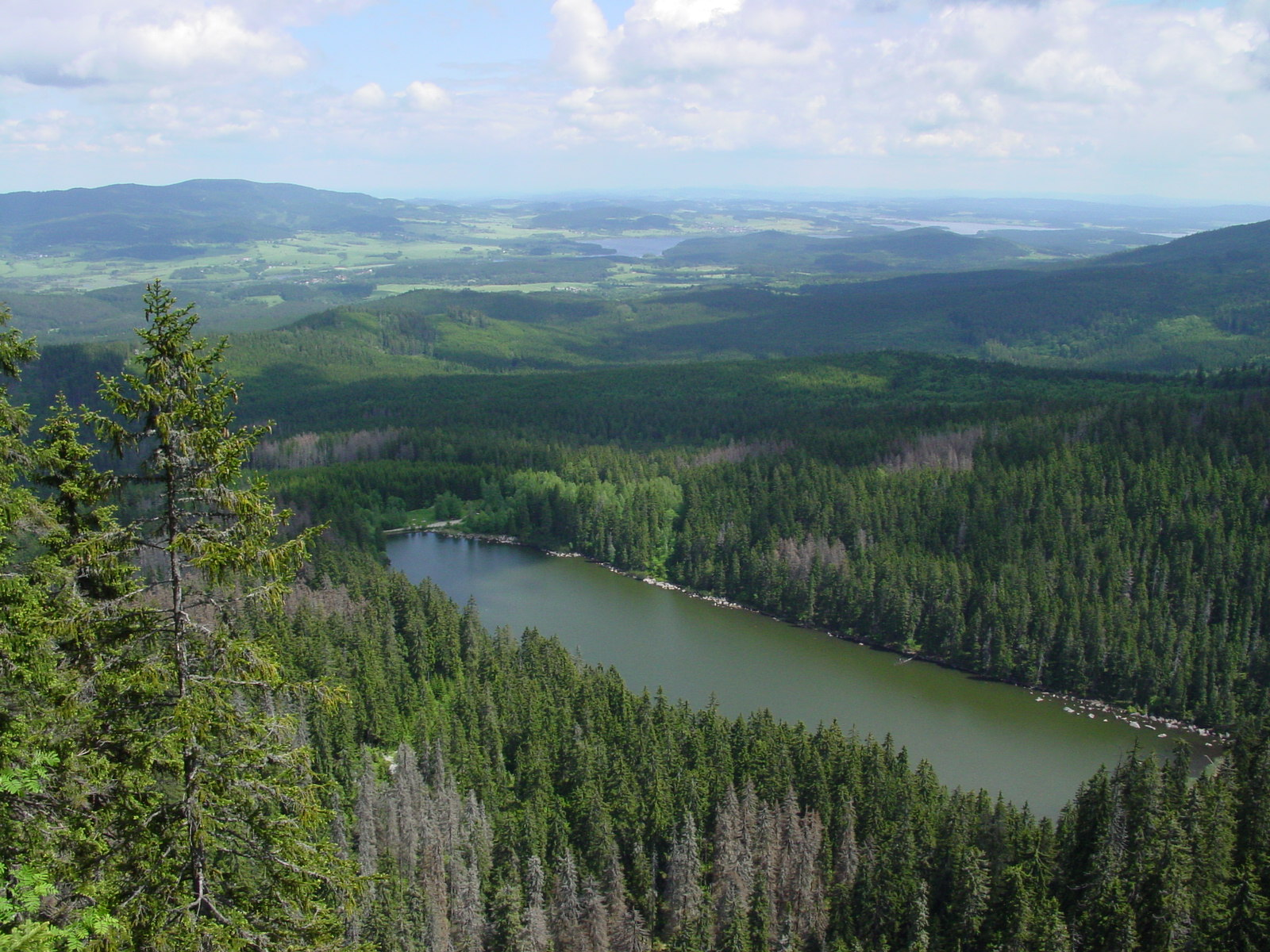
Plešné jezero od Stifterova památníku
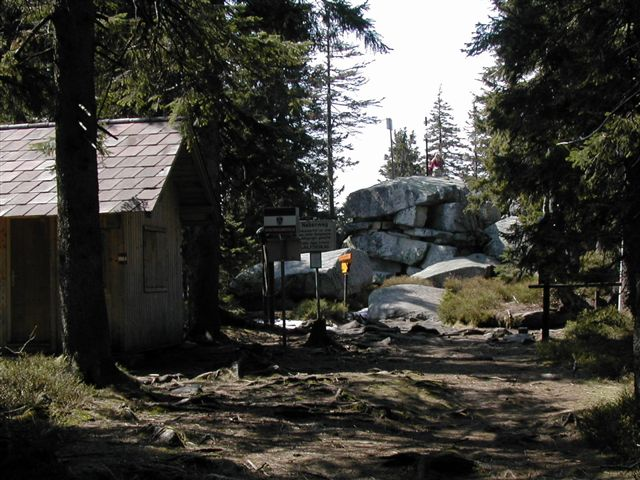
Vrcholová skála Plechého v roce 2004
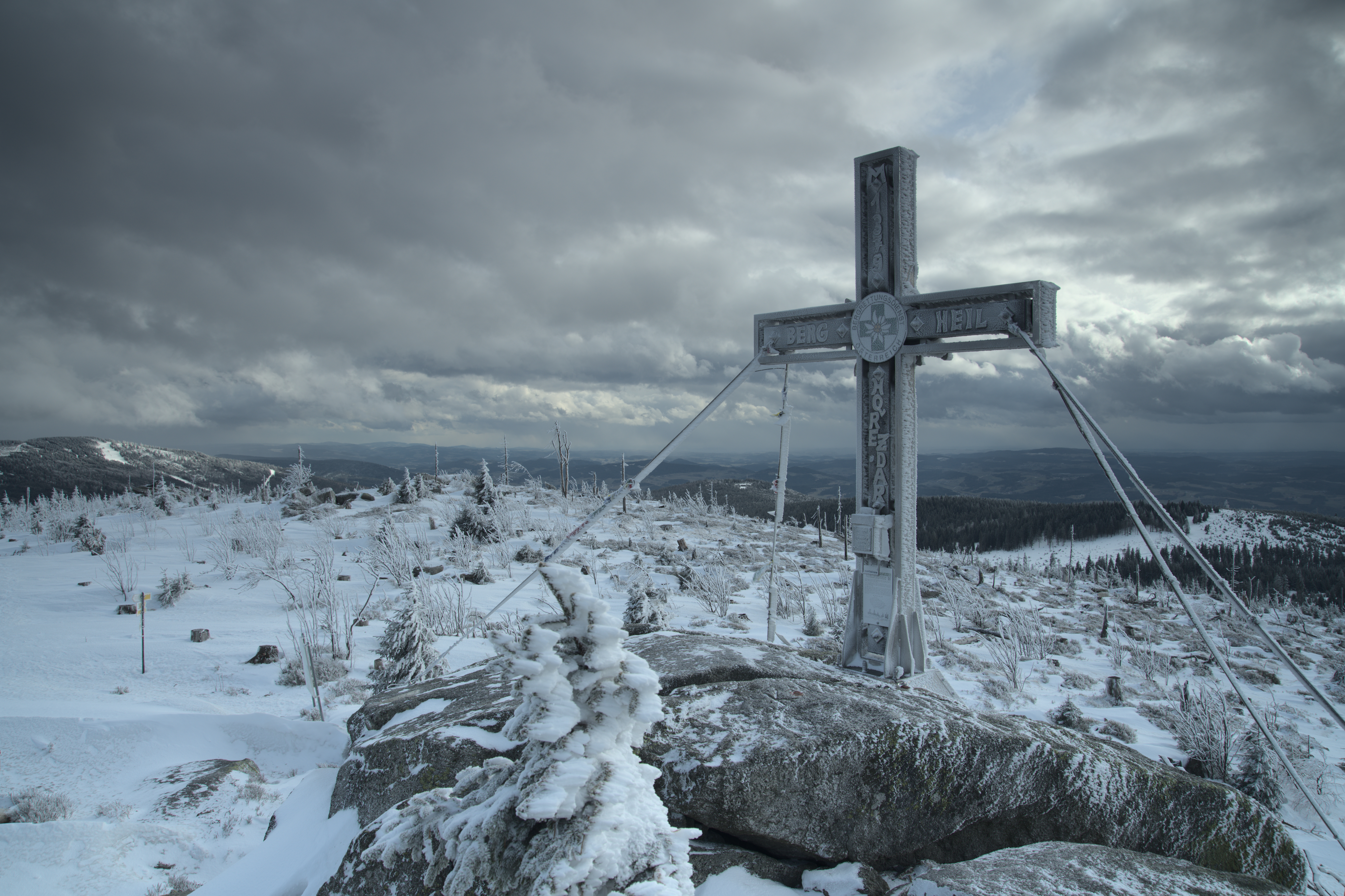
Kříž na vrcholové skále